# Canton d'Essoyes
Le canton d'Essoyes est une ancienne division administrative française, située dans le département de l'Aube en région Champagne-Ardenne.

## Géographie
Ce canton était organisé autour d'Essoyes dans l'arrondissement de Troyes. 

## Histoire
Par le décret du 21 février 2014, le canton est supprimé à compter des élections départementales de mars 2015. Il est englobé dans le canton de Bar-sur-Aube, à l'exception des communes de Beurey, Longpré-le-Sec, Montmartin-le-Haut et Puits-et-Nuisement, qui sont rattachées à celui de Vendeuvre-sur-Barse.

## Représentation

### conseillers généraux de 1833 à 2015
| Période | Période          | Identité                       | Étiquette                   | Qualité |
| ------- | ---------------- | ------------------------------ | --------------------------- | --- |
| 1833    | 1839             | Charles Coutier                |                             | Propriétaire et Maire d'Essoyes |
| 1839    | 1848             | Jean-Baptiste Degrond-Dutailly |                             | Banquier à Bar-sur-Aube Propriétaire à Essoyes, conseiller d'arrondissement |
| 1848    | 1849             | Charles Coutier                |                             | Propriétaire et Maire d'Essoyes, conseiller d'arrondissement |
| 1849    | 1864             | Charles François Bourbonne     |                             | Ancien Notaire, propriétaire Maire de Bar-sur-Seine, conseiller d'arrondissement                                                                                               |
| 1864    | 1893 (démission) | Arthur Bertherand              | Droite                      | Propriétaire du château de Chacenay |
| 1893    | 1894 (démission) | Olympe Hériot                  | Républicain                 | Homme d'affaires et philanthrope Propriétaire - Maire d'Essoyes (1892-1893) Directeur des Grands magasins du Louvre                                                            |
| 1894    | 1931             | Paul Bordes                    | Républicain                 | Médecin à Essoyes |
| 1931    | 1937             | Étienne Decesse                | Rad.                        | Industriel, maire d'Essoyes |
| 1937    | 1940             | Paul Robin (1885-1980)         | Rad.ind.                    | Vétérinaire, maire d'Eguilly-sous-Bois, conseiller d'arrondissement Nommé membre de la Commission administrative départementale en 1941 Nommé conseiller départemental en 1943 |
|         |                  |                                |                             | |
| 1945    | 1976             | Paul Robin                     | Rad.                        | Vétérinaire, maire d'Eguilly-sous-Bois |
| 1976    | 2001             | Yann Gaillard                  | Rad. puis UDF-Rad. puis RPR | Inspecteur général des Finances Sénateur (1994-2014) Maire d'Essoyes (1977-2001)                                                                                               |
| 2001    | 2015             | Michel Mercuzot                | DVD puis UMP                | Agriculteur-viticulteur à Essoyes |

### Conseillers d'arrondissement (de 1833 à 1940)
Le canton d'Essoyes avait deux conseillers d'arrondissement.
Il appartenait à l'arrondissement de Bar-sur-Seine jusqu'à sa disparition en 1926.
| Période                                  | Période          | Identité                                   | Étiquette   | Qualité |
| ---------------------------------------- | ---------------- | ------------------------------------------ | ----------- | --- |
| 1833                                     | 1842             | Edme Nicolas Perny (1770-1857)             |             | Juge de paix à Landreville                                                                                  |
| 1833                                     | 1839             | Jean-Baptiste Degrond-Dutailly (1792-1871) |             | Négociant à Bar-sur-Aube                                                                                    |
| 1839                                     | 1848             | Charles François Bourbonne (1799-1872)     |             | Notaire à Bar-sur-Seine                                                                                     |
| 1842                                     | 1848             | Charles Coutier                            |             | Propriétaire à Verpillières-sur-Ource                                                                       |
|                                          |                  |                                            |             | |
| 1871                                     |                  | Arsène Allévy                              |             | Maire d'Éguilly-sous-Bois                                                                                   |
|                                          |                  |                                            |             | |
|                                          | 1885 (décès)     | Isidore Milley                             |             | Maire de Puits-et-Nuisement                                                                                 |
|                                          |                  |                                            |             | |
| av.1879                                  | 1894 (démission) | Georges Chaâles des Étangs                 |             | Maire de Cunfin                                                                                             |
| 1894                                     | 1896 (décès)     | Jacques Victor Gentelot                    |             | Propriétaire, maire d'Essoyes                                                                               |
| 8 août 1896                              |                  | Victor Personnet                           | Républicain | Maire d'Essoyes (1896-1912)                                                                                 |
|                                          |                  |                                            |             | |
| 1919                                     | 1922             | Paul Robin                                 | Rad.ind.    | Vétérinaire, maire d'Éguilly-sous-Bois                                                                      |
| 1919                                     | 1926 (décès)     | René Ruotte                                |             | Propriétaire à Nuisement                                                                                    |
| 1922                                     | 1928             | Amand Robert                               |             | Maire de Viviers-sur-Artaut                                                                                 |
| 1926                                     | 1931 (décès)     | Noël Marjolin (1887-1931)                  |             | Cultivateur, maire de Buxières-sur-Arce                                                                     |
| 1931                                     | 1940             | Émile Rosard                               | Radical     | Charpentier, maire de Landreville                                                                           |
| 1931                                     | 1940             | Paul Babel                                 | Radical     | Meunier, maire de Bertignolles                                                                              |
| 1940                                     |                  |                                            |             | Les conseils d'arrondissement ont été suspendus par la loi du 12 octobre 1940 et n'ont jamais été réactivés |
| Les données manquantes sont à compléter. |                  |                                            |             | |

## Composition
Le canton d'Essoyes regroupait vingt et une communes.
| Nom                    | Code Insee | Intercommunalité                | Superficie (km2) | Population (dernière pop. légale) | Densité (hab./km2) |
| ---------------------- | ---------- | ------------------------------- | ---------------- | --------------------------------- | ------------------ |
| Essoyes (chef-lieu)    | 10141      | CC du Barséquanais en Champagne | 35,57            | 755 (2014)                        | 21                 |
| Bertignolles           | 10041      | CC du Barséquanais en Champagne | 6,19             | 62 (2014)                         | 10                 |
| Beurey                 | 10045      | CC de Vendeuvre-Soulaines       | 17,33            | 196 (2014)                        | 11                 |
| Buxières-sur-Arce      | 10069      | CC du Barséquanais en Champagne | 10,43            | 129 (2014)                        | 12                 |
| Chacenay               | 10071      | CC du Barséquanais en Champagne | 7,80             | 47 (2014)                         | 6                  |
| Chervey                | 10097      | CC du Barséquanais en Champagne | 13,28            | 177 (2014)                        | 13                 |
| Cunfin                 | 10119      | CC du Barséquanais en Champagne | 33,12            | 187 (2014)                        | 5,6                |
| Éguilly-sous-Bois      | 10136      | CC du Barséquanais en Champagne | 10,11            | 127 (2014)                        | 13                 |
| Fontette               | 10155      | CC du Barséquanais en Champagne | 19,36            | 193 (2014)                        | 10                 |
| Landreville            | 10187      | CC du Barséquanais en Champagne | 14,20            | 475 (2014)                        | 33                 |
| Loches-sur-Ource       | 10199      | CC du Barséquanais en Champagne | 13,71            | 362 (2014)                        | 26                 |
| Longpré-le-Sec         | 10205      | CC de Vendeuvre-Soulaines       | 15,71            | 72 (2014)                         | 4,6                |
| Magnant                | 10213      | CC du Barséquanais en Champagne | 15,32            | 169 (2014)                        | 11                 |
| Montmartin-le-Haut     | 10252      | CC de Vendeuvre-Soulaines       | 1,61             | 53 (2014)                         | 33                 |
| Noé-les-Mallets        | 10264      | CC du Barséquanais en Champagne | 8,33             | 113 (2014)                        | 14                 |
| Puits-et-Nuisement     | 10310      | CC de Vendeuvre-Soulaines       | 12,19            | 208 (2014)                        | 17                 |
| Saint-Usage            | 10364      | CC du Barséquanais en Champagne | 16,30            | 79 (2014)                         | 4,8                |
| Thieffrain             | 10376      | CC du Barséquanais en Champagne | 7,36             | 157 (2014)                        | 21                 |
| Verpillières-sur-Ource | 10404      | CC du Barséquanais en Champagne | 17,93            | 114 (2014)                        | 6,4                |
| Vitry-le-Croisé        | 10438      | CC du Barséquanais en Champagne | 32,72            | 247 (2014)                        | 7,5                |
| Viviers-sur-Artaut     | 10439      | CC du Barséquanais en Champagne | 6,04             | 120 (2014)                        | 20                 |

## Démographie
| 1962  | 1968  | 1975  | 1982  | 1990  | 1999  | 2006  | 2011  | 2012  |
| ----- | ----- | ----- | ----- | ----- | ----- | ----- | ----- | ----- |
| 4 897 | 4 680 | 4 542 | 4 220 | 4 170 | 4 124 | 4 112 | 4 159 | 4 137 |